# 斉藤晶
斉藤 晶（さいとう あきら、1995年4月19日 - ）は、日本の元女優。元子役。元サンミュージックブレーン所属。

## 人物
鹿児島県鹿児島市出身。サンミュージック・アカデミー鹿児島校12期生。
『別冊JUNON 新オールスター名鑑2004・2005・2006・2007・2008年版』では小学生でありながら子役編ではなく中学生以上の女性編、『別冊JUNON NEW TV・CMスター名鑑2005年版』では15歳以下なのに15歳以下女子限定のU-15アイドル編ではなく16歳以上の女性編に掲載されていたことがある。
現在は、引退している。

## 出演作品

### テレビドラマ
- 水戸黄門 第31部 - 第37部（TBS / C.A.L） - アキ 役
- ねじれた絆（2004年4月、TBS） - 磯田実 役
- 上を向いて歩こう〜坂本九物語〜（2005年8月21日、テレビ東京） - 遠藤八千代(少女期）役
- 長男の結婚（2008年2月3日、テレビ朝日） - 大山里香 役

### 舞台
- ダンススタジオ公演（2002年11月・2003年5月）
- 都はるみ特別公演「好きになった人／都はるみ熱唱2008」（2008年3月4日 - 20日、新宿コマ劇場）

### 雑誌
- Prolog　vol.30